# Ісаак Коррея
Ісаак Коррея да Коста (порт. Isaac Correia da Costa, нар. 25 квітня 1991) — ангольський футболіст, правий захисник і півзахисник клубу «Примейру де Агошту» і національної збірної Анголи.

## Клубна кар'єра
У дорослому футболі дебютував 2010 року виступами за команду «Рекреатіву ду Ліболу».
Згодом по два сезони відіграв за команди «Прогрешшу ду Самбізанга» і «Петру Атлетіку». 
2014 року став гравцем «Примейру де Агошту». Протягом 2016—2019 років допомагав команді чотири рази поспіль вигравати національну футбольну першість Анголи.

## Виступи за збірну
2012 року дебютував в офіційних матчах у складі національної збірної Анголи.
Був у заявці збірної на Кубок африканських націй 2019 в Єгипті, де лишався гравцем резерву і на поле не виходив.

## Титули і досягнення
- Чемпіон Анголи (4):

«Примейру де Агошту»: 2016, 2017, 2018, 2019